# Chiconi

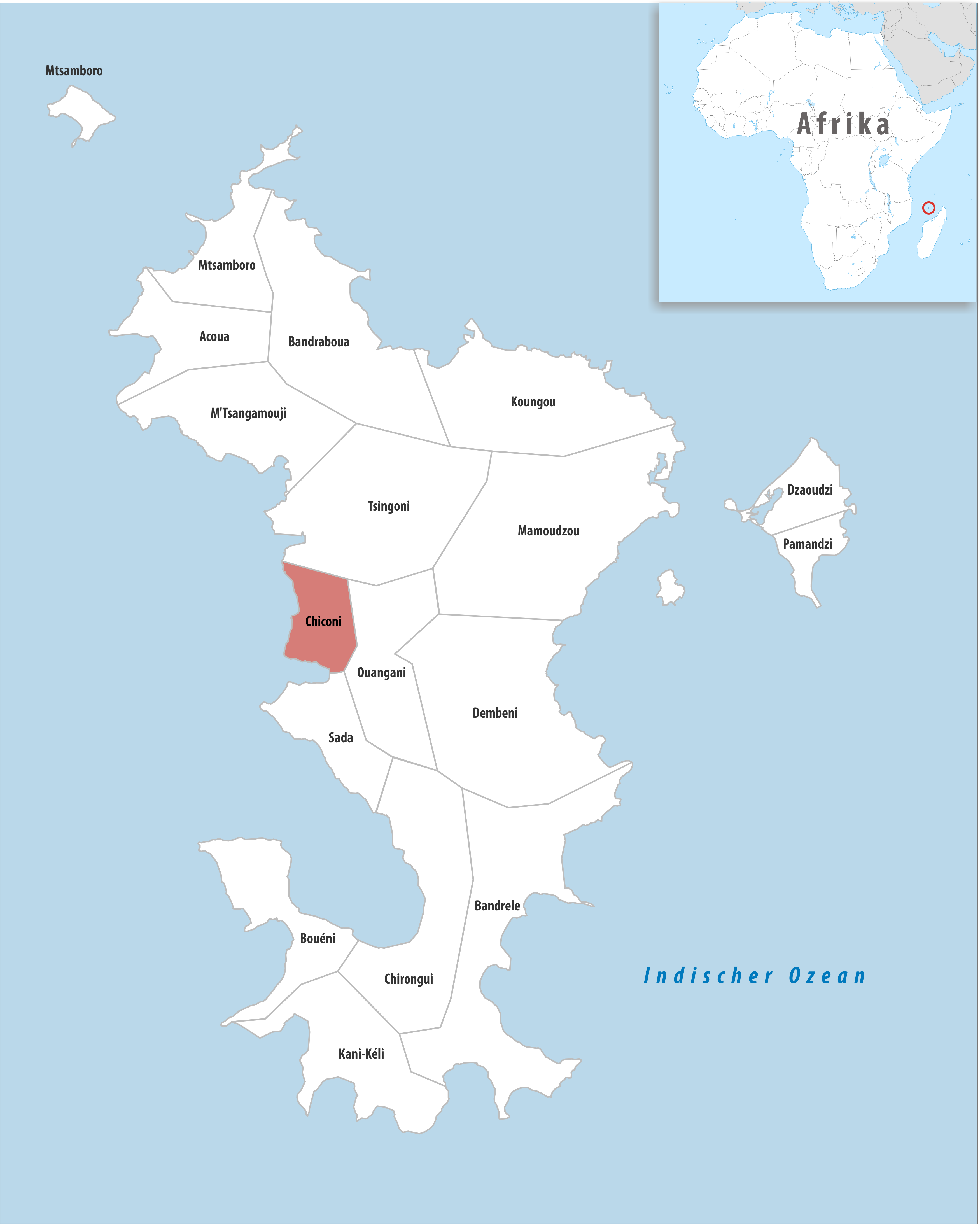
Kommunen Chiconis läge i Mayotte.

Chiconi är en kommun i det franska utomeuropeiska departementet Mayotte i Indiska oceanen. År 2017 hade Chiconi 8 295 invånare.

## Byar
Kommunen Chiconi delas i följande byar (folkmängd 2007 inom parentes):
- Chiconi (5 372)
- Sohoa (1 040)